# 이유 있는 공간 건축 여행자
《이유 있는 공간 건축 여행자》는 문화방송의 텔레비전 프로그램이다.

## 기획의도
건축을 통해 역사, 문화, 경제, 예술 등 장르 프로그램

## 출연진
- 박선영
- 유현준
- 전현무
- 홍진경